# Town Tamer
Town Tamer (Brasil: Domador de Cidades  ) é um filme estadunidense de 1965, do  gênero faroeste, dirigido por Lesley Selander,  roteirizado por Frank Gruber baseado no livro de sua autoria, música de Jimmie Haskell.

## Sinopse
Um pistoleiro é contratado para limpar uma violenta cidade da fronteira, mas as coisas se complicam quando num atentado sua esposa é morta, motivado por interesses contrários aos dos que o contrataram.

## Elenco
- Dana Andrews ....... Tom Rosser
- Terry Moore ....... Susan Tavenner
- Pat O'Brien ....... Juiz Murcott
- Lon Chaney Jr. ....... Prefeito Charlie Leach (como Lon Chaney)
- Bruce Cabot ....... Riley Condor
- Lyle Bettger ....... Lee Ring
- Richard Arlen ....... Dr. Kent
- Barton MacLane ....... James Fenimore Fell
- Richard Jaeckel ....... Auxiliar Johnny Honsinger
- Philip Carey ....... Jim Akins
- Sonny Tufts ....... Carmichael
- Coleen Gray ....... Carol Rosser
- DeForest Kelley ....... Guy Tavenner
- Jeanne Cagney ....... Mary Donley
- Don 'Red' Barry ....... vaqueiro bêbado  (como Donald Barry)